# ATP Challenger Ikeja
Der ATP Challenger Ikeja (offiziell: Ikeja Challenger) war ein Tennisturnier, das 1986 und 1988 in Ikeja, Nigeria, stattfand. Es gehörte zur ATP Challenger Tour und wurde im Freien auf Sand gespielt. Nduka Odizor ist mit zwei Titeln im Doppel einziger mehrfacher Titelträger.

## Liste der Sieger

### Einzel
| Jahr | Sieger                 | Finalgegner       | Ergebnis          |
| ---- | ---------------------- | ----------------- | ----------------- |
| 1988 | Jean-Philippe Fleurian | Nduka Odizor      | 6:3, 7:6          |
| 1987 | nicht ausgetragen      | nicht ausgetragen | nicht ausgetragen |
| 1986 | Stanislav Birner       | Bernhard Pils     | 4:6, 6:3, 6:3     |

### Doppel
| Jahr | Sieger                                  | Finalgegner                      | Ergebnis          |
| ---- | --------------------------------------- | -------------------------------- | ----------------- |
| 1988 | Jean-Philippe Fleurian Nduka Odizor (2) | Srinivasan Vasudevan Marc Walder | 6:3, 6:7, 6:3     |
| 1987 | nicht ausgetragen                       | nicht ausgetragen                | nicht ausgetragen |
| 1986 | Tony Mmoh Nduka Odizor (1)              | Yahiya Doumbia Mike Smith        | 6:4, 7:6          |